# Djurgårdsbron
Djurgårdsbron (švedsko za 'Most Djurgården') je most v središču Stockholma na Švedskem. Zasnoval ga je Carl Fraenell in zgradil za svetovno razstavo v Stockholmu leta 1897. Sedanji most tvori južni podaljšek bulvarja Narvavägen in tako povezuje celinski Östermalm z otokom Djurgården. Je eden od štirih mostov, ki se raztezajo od Djurgårdena, drugi so Djurgårdsbrunnsbron, Beckholmsbron in Lilla Sjötullsbron.

## Zgodovina
Prvotni most na tej lokaciji, je imel predhodnika veliko bolj vzhodno in ga zato preprosto imenujejo 'novi most'. Prvič se pojavi na zemljevidu iz leta 1696. Vendar pa so dajatve, ki krijejo stroške materiala in tesarjev, potrebnih za njegovo gradnjo, v kraljevih računih omenjene že leta 1661.
Nov most, ki ga je leta 1730 zgradil kralj Friderik I. Švedski (1676–1751) in je zahteval prometno urejen prehod do kraljevih lovišč, se je na zemljevidu iz leta 1733 pojavil skupaj s prvotnim mostom, zaradi bližine palače Frederikshovsbron, imenovan tudi 'Dvorišče Friderikovega mostu. Kralj je bil zaskrbljen zaradi stanja mostu in šest let pozneje dal most oddati v najem otoškemu geodetu, ki je bil, odgovoren za njegovo vzdrževanje, pooblaščen za pobiranje mostnin, ki jih je določil kralj. Kljub temu se je most leta 1745 pod kraljevo kočijo podrl.
Most je ponovno omenjen leta 1801, takrat kot Djurgårdsflottbro ('pontonski most Djurgården'), ki naj bi omogočal prehod ladij in imel klančino, ki je prečkala močvirnat teren in je zato delno slonela na hlodih. Ta most, ki je bil leta 1820 opisan kot propadajoč, gnil in zaraščen s travo, je bil leta 1825 po ukazu kralja Karla XIV. Janeza (1763–1844) nadomeščen z drugim lesenim mostom. Kamniti most, o katerem so takrat razpravljali, ni bil nikoli zgrajen, do leta 1849 pa je bil novi most v takem stanju, da ga je bilo treba zamenjati s trirazponskim železnim mostom, ki je slonel na lesenih drogovih. Da bi zagotovili razmerje obremenitve pred otvoritvijo, je bilo 200 mož iz bližnjega stražarskega polka ukazano, naj korakajo naprej in nazaj čez most v različnih formacijah, kar je nenavadna praksa glede na majhno število ljudi, ki so takrat znali plavati.
Železni most, ki so ga leta 1886 okrepili, so leta 1895 porušili, da bi ga nadomestil sedanji jekleni most s tremi razponi, širok 18 metrov in dolg približno 58 metrov, ki lahko nosi nove tramvaje. Začasni most, ki je bil uporabljen med gradnjo, so po svetovni razstavi leta 1897 porušili. Zaradi prometnih obremenitev po drugi svetovni vojni je bilo treba most leta 1977 rekonstruirati, delo pa je bilo opravljeno v treh mesecih – tri razpone so postavili na pomol in jih dvignili s pontonskim dvigalom.

## Konstrukcija in oblikovanje
Sedanji Djurgårdsbron je leta 1896 zgradilo podjetje Bergsunds mekaniska verkstad na Södermalmu in je bil dokončan za veliko stockholmsko razstavo leta 1897. Most je železen most s tremi razponi, ki ga je zasnoval inženir Carl Frænell. Arhitekt Erik Josephson (1864–1929) je zasnoval mostne opornike in kandelabre. Dekoracijo sestavljajo izklesani nordijski bogovi in podrobna litoželezna ograja s stiliziranimi rastlinami.
Na mostu, ki stoji na visokih granitnih stebrih, so upodobljeni štirje staronordijski bogovi, ki jih je izklesal Rold Adlersparre: Heimdall, ki piha v svoj Gjallarhorn; Odinova žena Frigg, ki drži palico; Freyja s sokolom (eno od njenih podob) v roki; in Thor s kladivom Mjolnir, ki počiva na njegovi rami. Ob straneh poti so litoželezne ograje s stiliziranimi rastlinami ter oporniki in kandelabri, ki jih je zasnoval arhitekt Erik Josephson (1864–1929).
Djurgårdsbron ima skupno tri pasove za cestni promet, pa tudi pešpoti in kolesarske poti na obeh straneh. Most oskrbujejo tudi tramvaji na Spårväg City in Djurgårdslinjen.